# ناحیه هایلند، شهرستان گراندی، ایلینوی
ناحیه هایلند (به انگلیسی: Highland Township) یک منطقهٔ مسکونی در ایالات متحده آمریکا است که در شهرستان گراندی، ایلینوی واقع شده‌است. ناحیه هایلند ۱۹۶ متر بالاتر از سطح دریا واقع شده‌است.